# Ростовское коммерческое мужское училище
Ростовское коммерческое мужское училище — одно из училищ Ростова-на-Дону до Октябрьской революции.

## История
С начала 1890-х годов в Ростове-на-Дону дискутировался вопрос о создании учебного заведения экономического профиля. В 1891 году был составлен проект открытия в городе Коммерческой академии, который реализовать не удалось. Только спустя десять лет, в 1900 году, на средства купеческого общества было открыто Ростовское коммерческое мужское училище, директором которого стал выпускник Императорского Харьковского университета статский советник П. М. Верховский.
В 1901 году при этом коммерческом училище была открыта торговая школа (на средства Общества взаимного вспоможения приказчиков). В 1902—1904 годах также на купеческие пожертвования и средства было возведено трехэтажное здание коммерческого училища на пересечении улицы Никольской, 150 (ныне улица Социалистическая, 162, где расположен учебный корпус строительного университета) и Богатяновского спуска. В 1907 году было открыто женское отделение коммерческого училища и вечерние курсы коммерческих знаний. Ростовское коммерческое училище располагало современным оборудованием, библиотекой и прекрасным актовым залом, в нём была также домовая церковь Николая Чудотворца.

Помещения училища
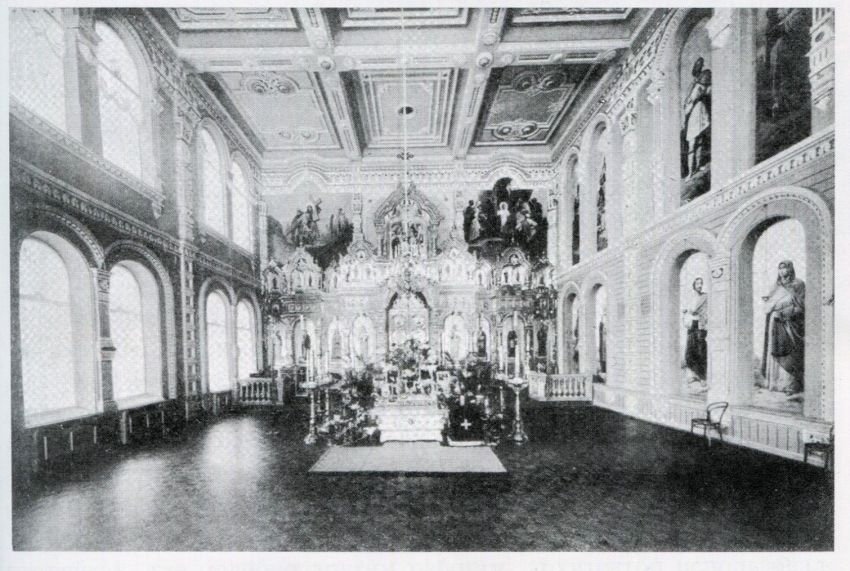
Помещение церкви
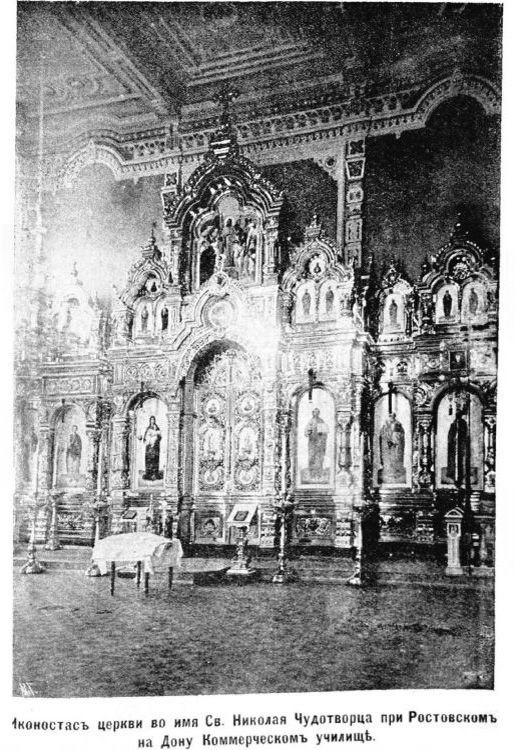
Иконостас в церкви
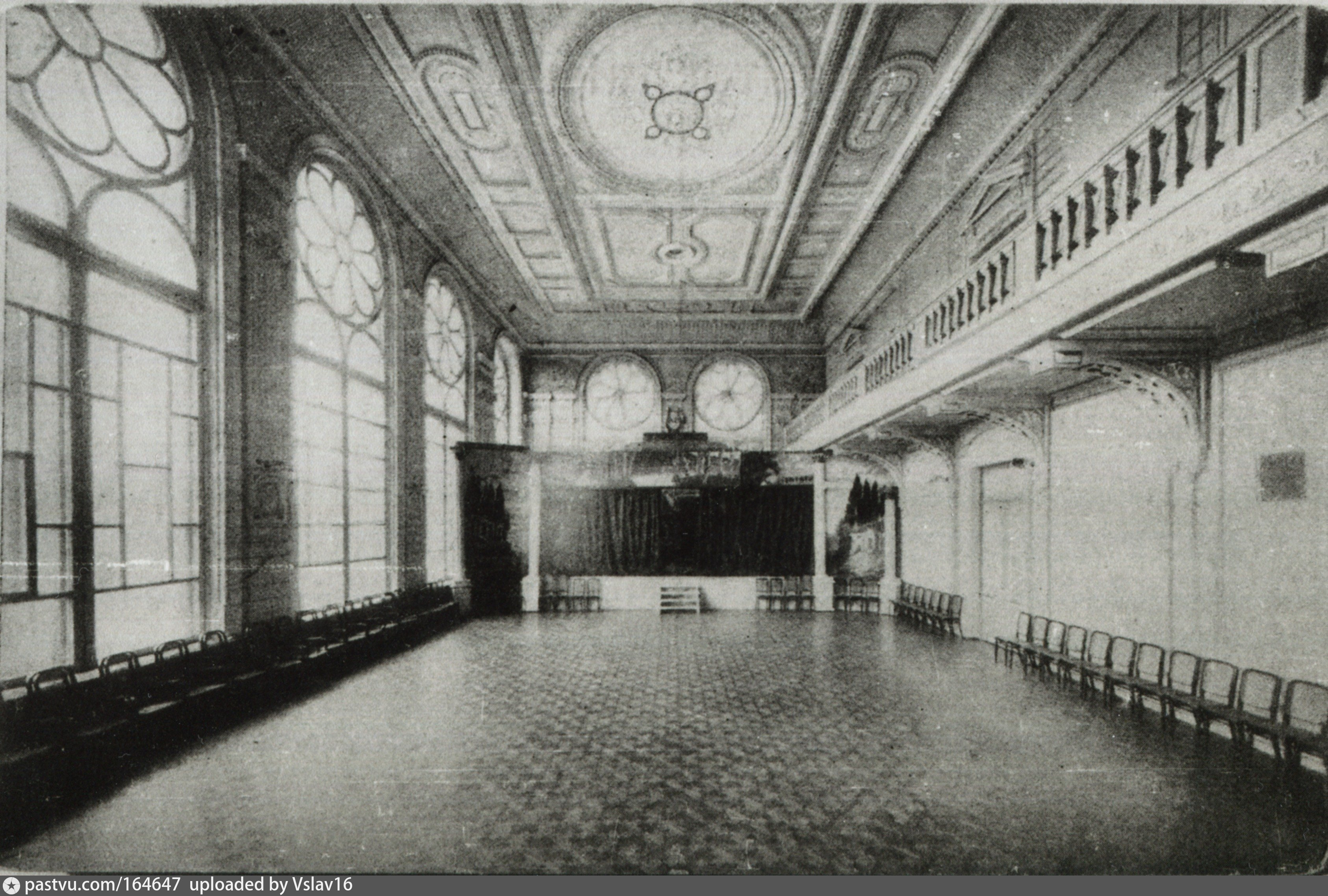
Актовый зал

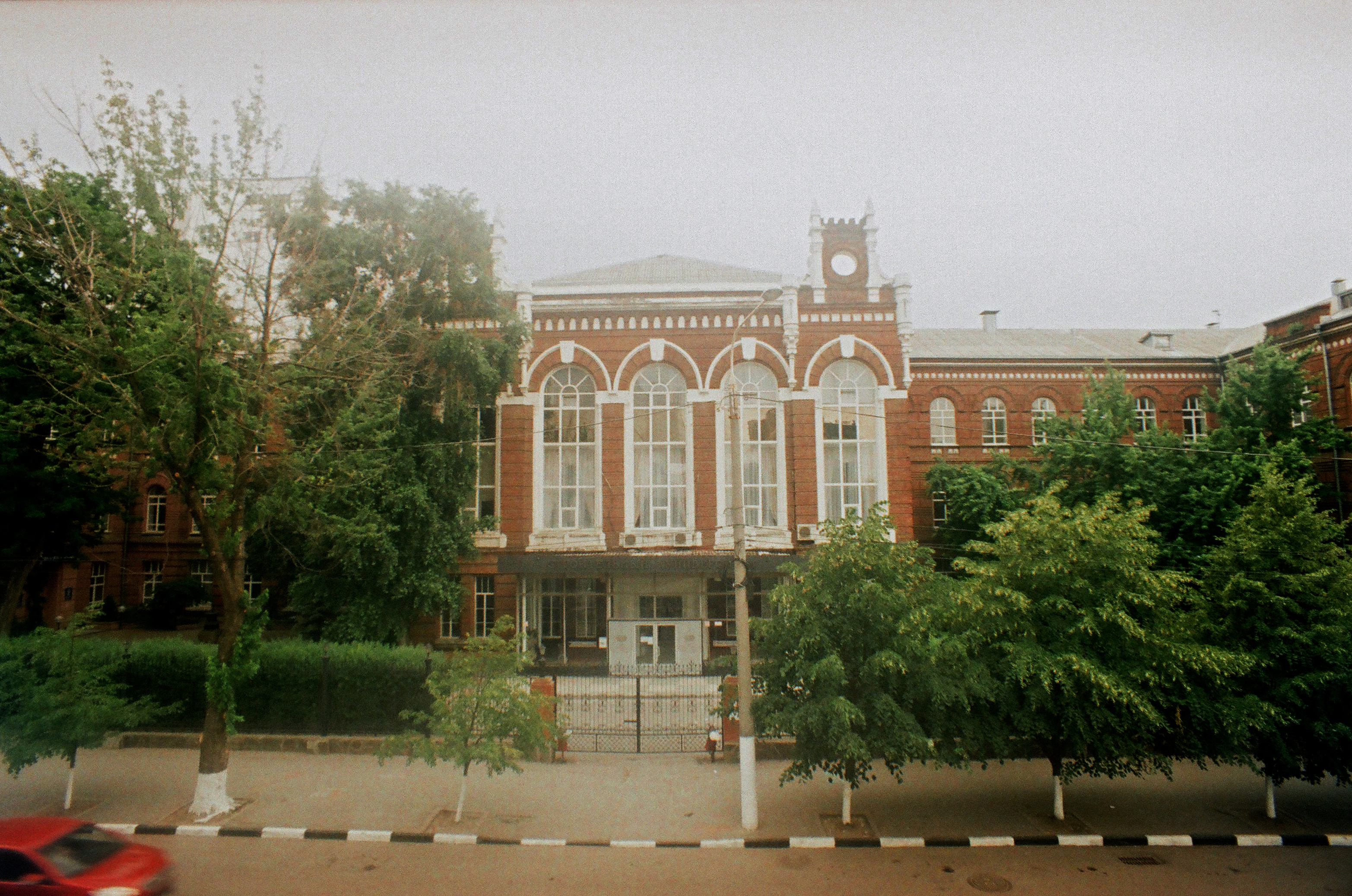
Здание РГСУ

С этим зданием были связаны последующие страницы истории высшего экономического образования на Дону. В 1918—1920 годах здесь размещался Донской коммерческий институт, в 1920—1922 годах — Донской институт народного хозяйства. С осени 1921 года в здании бывшего коммерческого училища, помимо Донского института народного хозяйства, располагались 2-я промышленно-экономическая школа и Донской педагогический техникум. С 1931 года в нем начал свою деятельность Ростовский финансово-экономический институт (ныне — Ростовский государственный экономический университет).
С 1944 года здание занимал Ростовский государственный строительный университет, который 15 апреля 2016 года вошел в состав Донского государственного технического университета как Академия строительства и архитектуры Донского государственного технического университета.

## Памятник культурного наследия России
Это здание является памятником культурного наследия России:
- Ростовское коммерческое мужское училище (1902—1905) —  Объект культурного наследия № 6100040000№ 6100040000  памятник архитектуры (местного значения).[5]